# Rutland (Wisconsin)
Rutland es un pueblo ubicado en el condado de Dane en el estado estadounidense de Wisconsin. En el Censo de 2010 tenía una población de 1.966 habitantes y una densidad poblacional de 21,45 personas por km².

## Geografía
Rutland se encuentra ubicado en las coordenadas 42°53′4″N 89°18′2″O / 42.88444, -89.30056. Según la Oficina del Censo de los Estados Unidos, Rutland tiene una superficie total de 91.67 km², de la cual 90.02 km² corresponden a tierra firme y (1.79%) 1.64 km² es agua.

## Demografía
Según el censo de 2010, había 1.966 personas residiendo en Rutland. La densidad de población era de 21,45 hab./km². De los 1.966 habitantes, Rutland estaba compuesto por el 97.56% blancos, el 0.46% eran afroamericanos, el 0.05% eran amerindios, el 1.02% eran asiáticos, el 0% eran isleños del Pacífico, el 0.41% eran de otras razas y el 0.51% pertenecían a dos o más razas. Del total de la población el 2.39% eran hispanos o latinos de cualquier raza.